# Phaonia kashmirensis
Phaonia kashmirensis är en tvåvingeart som beskrevs av Malloch 1921. Phaonia kashmirensis ingår i släktet Phaonia och familjen husflugor. Inga underarter finns listade i Catalogue of Life.